# 에아렌델

WHL0137-LS 또는 에아렌델(Earendel)는 고래자리에 위치한 별이다. 허블 우주 망원경이 2022년에 발견한 이 별은 공회전 거리가 280억 광년(86억 파섹)이다. 이전에 가장 멀리 알려진 별인 이카로스(MACS J1149 Lensed Star 1)은 144억 광년(44억 파섹)의 공회전 거리에 있으며 2018년 허블이 발견했다. 에아렌델과 같은 별은 우주론적 거리에서 관찰할 수 있다. 이는 1,000을 초과할 수 있는 중력렌즈에 의해 제공되는 큰 배율 계수 덕분이다. 이 기술을 통해 고질라와 같은 다른 별들도 관찰되었다.

## 같이 보기
- 최원거리 천체 목록
- 자연 연표